# Arnaldo Villalba
Arnaldo Villalba Caceres (Ciudad del Este, Paraguay, 10 de mayo de 1980) es un exfutbolista paraguayo que jugaba como centro delantero goleador buen juego aéreo. Ha jugado en países de Perú, Brasil, Indonesia, Colombia, Panamá. Actualmente tiene 36 años

## Clubes
| Club                  | País      | Año       |
| --------------------- | --------- | --------- |
| Cerro Corá            | Paraguay  | 1997-1999 |
| 12 de Octubre (I)     | Paraguay  | 2000      |
| Club San Lorenzo      | Argentina | 2001      |
| Sport Boys            | Perú      | 2002      |
| Esporte Clube Vitória | Brasil    | 2003-2004 |
| Persija Jakarta       | Indonesia | 2005-2006 |
| Alianza Atlético      | Perú      | 2007      |
| Deportivo Pasto       | Colombia  | 2008-2009 |
| Cobresol              | Perú      | 2010      |
| Árabe Unido           | Panamá    | 2011-2012 |
| General Caballero     | Paraguay  | 2013-2014 |